# Día del Abuelo
El Día de los Abuelos o Día del Abuelo  es un día conmemorativo dedicado a las personas mayores dentro de la familia, que complementa al Día de la Madre y al Día del Padre. Esta jornada se celebra solo en algunos países, con diferencias en la denominación, motivación y fecha. En algunos países de cultura cristiana se ha elegido el 26 de julio, por ser el día en el que la liturgia católica conmemora a san Joaquín y a santa Ana, padres de la Virgen María y, por tanto, abuelos de Jesús.
Adicionalmente, la ONU promueve la celebración a nivel internacional de una jornada que recuerda a las personas mayores en general: el Día Internacional de las Personas de Edad, el 1 de octubre.

## Celebraciones en distintos países

### Argentina
En Argentina, además del 26 de julio, día de Santa Ana y San Joaquín, padres de la Virgen María, también se puede celebrar el "Día de la Abuela" el segundo domingo de noviembre, y el "Día del Abuelo" el tercer domingo de agosto.

### Bolivia
En Bolivia, se celebra el "Día del Adulto Mayor" el 26 de agosto. Establecido en 1978

### Canadá
La celebración en este país se estableció tras ser aprobada en 1995 por su Parlamento la moción núm. 273, propuesta por el diputado Sarkis Assadourian, mediante la cual se designa el segundo domingo de septiembre de cada año como Día de los Abuelos, a fin de reconocer su importante labor en la familia y en el cuidado y educación de los niños.

### Chile
En Chile, se celebran dos fechas distintas: el Día del Adulto Mayor se celebra el 1 de octubre, según el Decreto Supremo Nº 125 de 2004, coincidente con el Día Internacional de las Personas de Edad; el 15 de octubre se celebra el Día Nacional del Anciano y del Abuelo, según el decreto 754 del Ministerio del Interior de 1977.

### Colombia
En Colombia, se celebra el cuarto domingo de agosto. Quedando instituido de manera oficial como el día  de los Abuelos, mediante el decreto 1740 del 2 de agosto de 1990.

### Costa Rica
En Costa Rica, se celebra el Día Nacional del Adulto Mayor el 1 de octubre.

### Cuba
En Cuba, el Día de los Abuelos se celebra el 26 de julio.

### Ecuador
En Ecuador, se celebra el Día Nacional del Adulto Mayor el 31 de octubre.

### España
En España, el Día de los Abuelos se celebra el 26 de julio. Esta día coincide con Santa Ana y San Joaquín, padres de la Virgen María y, por tanto, abuelos maternos de Jesús. A ellos se les considera patrones de todos los abuelos.
Aunque no se ha celebrado siempre. Fue la ONG Mensajeros de la Paz quien promovió esta festividad en 1998.

### Estados Unidos
En los Estados Unidos, se denomina "National Grandparents Day (Día Nacional de los Abuelos)", y se celebra el primer domingo posterior al Día del Trabajo (excepto Puerto Rico, dónde ello se celebra el segundo domingo de septiembre). Se dice que el origen de la fiesta proviene de los esfuerzos en 1961 de Hermine Beckett Hanna, de North Syracuse, Nueva York, por el reconocimiento de los mayores y de su importancia. El 21 de febrero de 1990 James T. Walsh, diputado por Nueva York, reconoció los esfuerzos de Hermine Beckett Hanna en la Cámara de Representantes de los Estados Unidos, agradeciéndole su rol en la determinación del día de los abuelos.
Otros señalan a Marian McQuade, del Condado de Fayette (Virginia Occidental), quien también fue reconocida por el senador Alphonse D'Amato y por el presidente Jimmy Carter como fundadora del National Grandparents Day. McQuade educó a los jóvenes sobre la importancia de las contribuciones de los mayores a lo largo de la historia. Ella también instó a los jóvenes a "adoptar" un abuelo, no solo durante un día al año, sino de por vida.
En 1973, el senador Jennings Randolph presentó una moción para declarar el Día de los Abuelos como fiesta nacional. Cinco años después, en 1978, el Congreso aprobó una ley que fijó el primer domingo después del Labor Day en el mes de septiembre como el Día Nacional de los Abuelos.

### Francia
En Francia, el "Día de la Abuela" comenzó a celebrarse en 1987 el primer domingo de marzo.

### Guatemala
En Guatemala, se celebra el día de los Abuelos el 26 de julio.

### Honduras
En Honduras, se celebra el Día Nacional de las Abuelas y los Abuelos el último domingo de agosto ; sin embargo, muchas personas lo celebran también el 26 de julio.

### Italia
- En Italia, el Día de los Abuelos se celebra el 2 de octubre.

### Japón
Día del Respeto a los Ancianos (敬老の日, Keiro-no-hi) es uno de los días festivos nacionales de Japón y se celebra el tercer lunes de septiembre. Es un día para respetar a las personas mayores que han servido a la sociedad durante muchos años y celebrar su longevidad.

### México
Se celebra el 28 de agosto. Inicialmente se llamaba "Día del anciano" "Día de la senectud" después "Día Nacional del Adulto Mayor", para pasar a llamarse Día Nacional de las Personas Mayores. Una cosa es la celebración del día de los abuelos y otra el Día Nacional de las Personas Mayores; Son dos conceptos diferentes unidos en una misma fecha (28 de agosto). 
Para entender esta diferencia es importante recordar que no todos los abuelos son adultos mayores y no todos los adultos mayores son abuelos. La primera se establece en 1983 y la otra nace en 1994 en la ciudad de Chihuahua.

### Nicaragua
En Nicaragua, desde el año 2014, el Día del Abuelo y la Abuela se celebra el 26 de julio de cada año, "en reconocimiento a su contribución en la formación, desarrollo y educación de la familia"; la fecha se fijó por decreto legislativo de la Asamblea Nacional de Nicaragua, a fin de "reconocer la presencia del abuelo y la abuela en la familia".

### Panamá
En Panamá, se celebra el 26 de julio.

### Paraguay
En Paraguay, se conmemora el 26 de julio.

### Perú
En Perú, se celebra el 26 de Agosto.

### Polonia
En Polonia, el Día de la Abuela («Dzień Babci») se celebra el 21 de enero. El Día del Abuelo («Dzień Dziadka») se celebra el 22 de enero.

### Portugal
- En Portugal, el Día de los Abuelos («dia dos avós») se celebra el 26 de julio.

### Reino Unido
En el Reino Unido, el Día de los Abuelos se celebra el primer domingo de octubre. La celebración fue promovida en 1990 por la ONG Age Concern.

### Uruguay
En Uruguay, el Día del Abuelo se celebra el 19 de junio, día del nacimiento del prócer José Gervasio Artigas.

### Venezuela
En Venezuela, se celebra el Día Nacional del Adulto Mayor el 29 de mayo. También se celebra el 26 de julio, fecha en que la iglesia católica conmemora el día de San Joaquín y de Santa Ana, padres de María y abuelos de Jesús.

### República Dominicana
En República Dominicana, se celebra el Día Nacional del Adulto Mayor el 29 de mayo. También se celebra el 26 de julio, fecha en que la iglesia católica conmemora el día de San Joaquín y de Santa Ana, padres de María y abuelos de Jesús.

## Otras entidades

### Mensajeros de la Paz
La ONG Mensajeros de la Paz celebra desde 1998 el Día del Abuelo cada 26 de julio. La organización entiende que, en los casos en que los padres no pueden brindar el cuidado adecuado a sus hijos, los abuelos asumen el papel de mantenedores o tutores.